# WAR ジャパニーズ・ゼロ
WAR ジャパニーズ・ゼロ
- 分類：ホームビルト機
- 製造者：ウォー・エアクラフト・レプリカズ・インターナショナル（WAR）
- 運用状況：現役

WAR ジャパニーズ・ゼロ（WAR Japanese Zero, Japanese A6M2 Zeroとも）は、アメリカ合衆国で販売されている零式艦上戦闘機（零戦）の縮小レプリカ機。

## 概要
アメリカのウォー・エアクラフト・レプリカズ・インターナショナルが展開しているウォーバードのレプリカ機のシリーズの一つで、零戦（A6M2）の形状を約1/2スケールで再現したキット機である。1998年に発売された。実機ではなく、機体の製作に必要な図面のフルセットを販売する方式を取っている。

## 要目
諸元
- 乗員：1名
- 空虚重量：272 kg（600 lb）
- 総重量：408 kg（900 lb）
- エンジン：以下のいずれか × 1
コンチネンタル O-200（英語版） 空冷水平対向4気筒レシプロ（100 hp）
ライカミング O-235（英語版） 空冷水平対向4気筒レシプロ（115 - 130 hp）
ライカミング O-290（英語版） 空冷水平対向4気筒レシプロ（115 - 130 hp）
HCI 星型レシプロ（123 hp）

性能
- 最大速度：266 km/h（165 mph, 143 kn）
- 巡航速度：217 km/h（135 mph, 117 kn）
- 失速速度：89 km/h（55 mph, 48 kn）
- 翼面荷重：59 kg/m2（12 lb/sq ft）